# Friendship (Maine)
Friendship és una població dels Estats Units a l'estat de Maine (EUA). Segons el cens del 2000 tenia 1.204 habitants.

## Demografia
Segons el cens del 2000, Friendship tenia 1.204 habitants, 508 habitatges, i 354 famílies. La densitat de població era de 33,2 habitants/km².
Dels 508 habitatges en un 25,8% hi vivien nens de menys de 18 anys, en un 60% hi vivien parelles casades, en un 6,1% dones solteres, i en un 30,3% no eren unitats familiars. En el 23,6% dels habitatges hi vivien persones soles el 12,8% de les quals corresponia a persones de 65 anys o més que vivien soles. El nombre mitjà de persones vivint en cada habitatge era de 2,37 i el nombre mitjà de persones que vivien en cada família era de 2,76.
Per edats la població es repartia de la següent manera: un 20,9% tenia menys de 18 anys, un 6,9% entre 18 i 24, un 26,2% entre 25 i 44, un 26,3% de 45 a 60 i un 19,7% 65 anys o més.
L'edat mediana era de 43 anys. Per cada 100 dones de 18 o més anys hi havia 97,5 homes.
La renda mediana per habitatge era de 39.348 $ i la renda mediana per família de 41.648 $. Els homes tenien una renda mediana de 29.605 $ mentre que les dones 19.000 $. La renda per capita de la població era de 20.409 $. Entorn del 8,3% de les famílies i l'11% de la població estaven per davall del llindar de pobresa.